# Pleuridium subulatum
Pleuridium subulatum (Wechselblättriges Seitenköpfchenmoos) ist eine Laubmoos-Art aus der Familie Ditrichaceae.

## Merkmale
Die Pflanzen wachsen in niederen, gelbgrünen Rasen. Die Schopfblätter sind oft einseitswendig und aus der verbreiterten, eiförmigen Basis ziemlich plötzlich in die lange Pfriemenspitze verschmälert. Die Laminazellen sind beiderseits der Rippe einschichtig und quadratisch bis rechteckig.
Die Pflanzen sind autözisch (Antheridien und Archegonien an verschiedenen Ästen an derselben Pflanze). Antheridien befinden sich in kleinen Knospen in den Blattachseln. Reife Kapseln sind gelbbraun und glänzend, Sporen fein papillös und 23 bis 28 µm groß. Die Chromosomenzahl beträgt n = 13.

## Verbreitung und Standortansprüche
Vorkommen von Pleuridium subulatum gibt es in Europa, Asien, Nordamerika, Nordafrika und Ozeanien. 
In Mitteleuropa ist das Moos vom Flachland bis in die untere Bergstufe verbreitet. Als Erdmoos wächst es meist in Wäldern auf kalkarmen, aber basenreichen, feuchten, offenen, sandigen, lehmigen und tonigen Böden. Oft werden auch offenerdige Stellen von feuchten Wiesen und Weiden besiedelt.